# Lipová (Chebi járás)

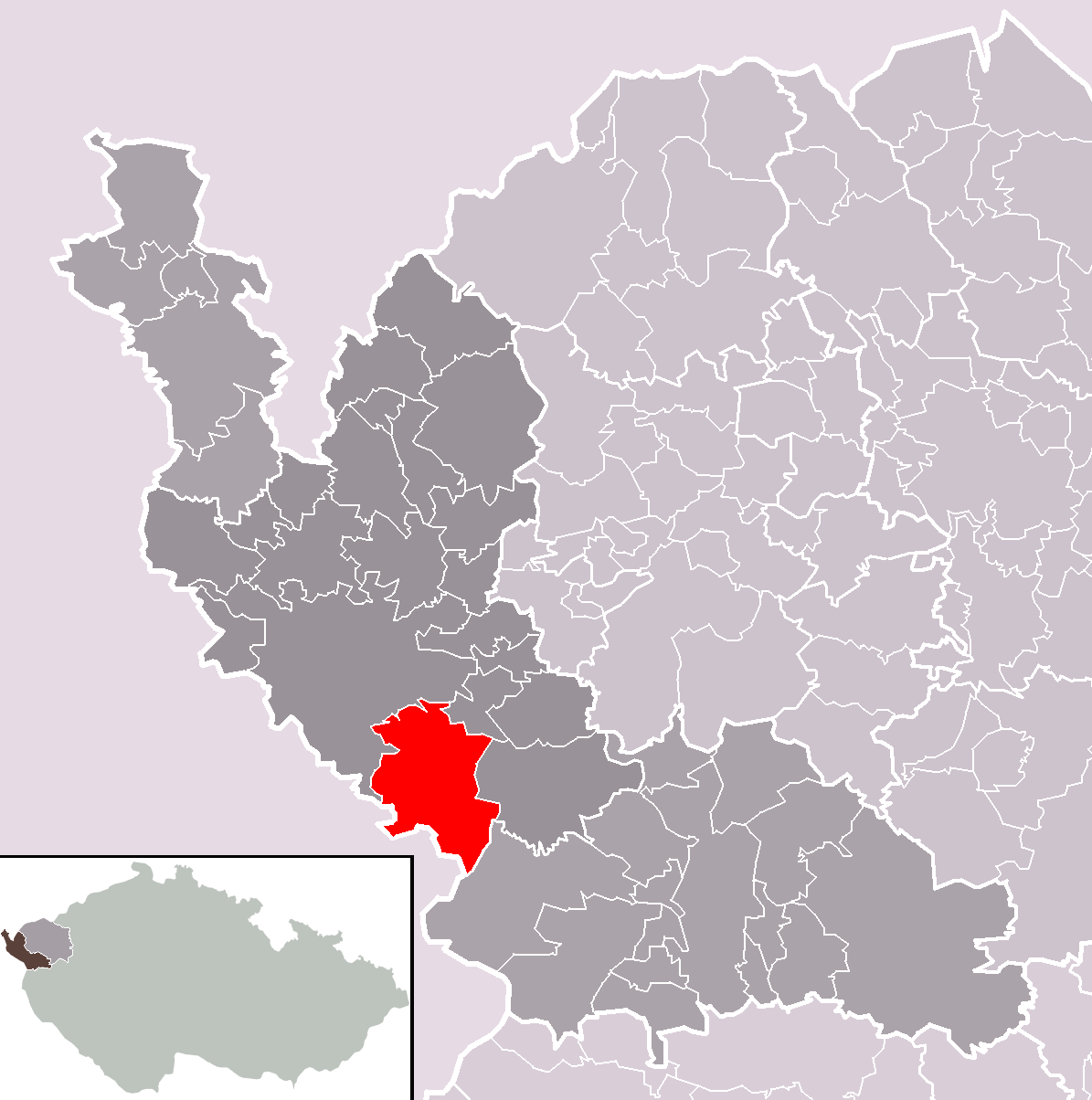
A község közigazgatási területe

Lipová (németül Lindenhau) község Csehországban a Karlovy Vary-i kerület Chebi járásában. A községhez tartozik: Dolní Lažany (Unterlosau), Dolní Lipina (Unterlindau), Doubrava (Taubrath), Horní Lažany (Oberlosau), Žirnice (Neuhaus), Mechová (Mies), Mýtina (Altalbenreuth), Horní Lipina (Oberlindau), Kozly (Gosel), Oldřichov (Ulrichsgrün), Palič (Palitz), Stebnice (Stabnitz).

## Fekvése
Chebtől 7 km-re délkeletre fekszik.

## Története
Első írásos említése 1473-ból származik.

## Népesség
A település népessége az elmúlt években az alábbi módon változott:
| Lakosok száma | 2191 | 1848 | 1816 | 837  | 556  | 562  | 721  | 744  | 708  | 729  |
|               | 1869 | 1890 | 1921 | 1950 | 1980 | 2001 | 2017 | 2019 | 2022 | 2024 |

## Fordítás
- Ez a szócikk részben vagy egészben a Lipová (Okres Cheb) című cseh Wikipédia-szócikk ezen változatának fordításán alapul.  Az eredeti cikk szerkesztőit annak laptörténete sorolja fel. Ez a jelzés csupán a megfogalmazás eredetét és a szerzői jogokat jelzi, nem szolgál a cikkben szereplő információk forrásmegjelöléseként.
- Ez a szócikk részben vagy egészben a Lipová u Chebu című német Wikipédia-szócikk ezen változatának fordításán alapul.  Az eredeti cikk szerkesztőit annak laptörténete sorolja fel. Ez a jelzés csupán a megfogalmazás eredetét és a szerzői jogokat jelzi, nem szolgál a cikkben szereplő információk forrásmegjelöléseként.